# Dichterkrans
Dichters werden sinds de oudheid wel met een dichterkrans, (Latijn: "laurea Apollinaris"), een dicht geweven lauwerkrans gekroond, de laurier was immers een aan de God Apollo gewijde boom. Het gebruik werd in de Renaissance weer populair.